# Артистичне плавання на Чемпіонаті світу з водних видів спорту 2022 — змішаний дует, технічна програма
Змагання з артистичного плавання в технічній програмі змішаних дуетів на Чемпіонаті світу з водних видів спорту 2022 відбулися 18 і 20 червня 2022 року.

## Результати
Попередній раунд розпочався 18 червня о 13:00 за місцевим часом.
Зеленим позначено фіналістів
| Місце | Країна      | Плавці та плавчині                      | Попередній раунд | Попередній раунд | Фінал   | Фінал |
| Місце | Країна      | Плавці та плавчині                      | Очки             | Місце            | Очки    | Місце |
| ----- | ----------- | --------------------------------------- | ---------------- | ---------------- | ------- | ----- |
| 1     | Італія      | Джорджо Мінізіні Лукреція Руджеро       | 88.5734          | 1                | 89.2685 | 1     |
| 2     | Японія      | Томока Сато Йотаро Сато                 | 85.8086          | 2                | 86.5939 | 2     |
| 3     | Китай       | Ши Хаоюй Чжан Їяо                       | 84.8232          | 3                | 86.4425 | 3     |
| 4     | Іспанія     | Емма Гарсія Пау Рібес                   | 84.3709          | 4                | 84.4829 | 4     |
| 5     | США         | Клаудія Колетті Кеннет Ґоде             | 82.0709          | 5                | 82.8966 | 5     |
| 6     | Колумбія    | Дженніфер Серкера Густаво Санчес        | 78.5003          | 6                | 81.2272 | 6     |
| 7     | Казахстан   | Едуард Кім Жаклін Якімова               | 77.9746          | 7                | 79.2599 | 7     |
| 8     | Мексика     | Хоель Бенавідес Трінідад Меса           | 76.4581          | 8                | 77.5890 | 8     |
| 9     | Бразилія    | Фабіано Феррейра Габріела Реглі         | 73.2235          | 9                | 74.8994 | 9     |
| 10    | Словаччина  | Йожеф Солімосі Сільвія Солімосьова      | 72.2422          | 10               | 73.2881 | 10    |
| 11    | Таїланд     | Кантінан Адісайсірібутр Воранан Тоомчай | 65.2202          | 12               | 67.3477 | 11    |
| 12    | Пуерто-Рико | Хав'єр Руйсанчес Ніколь Торренс         | 65.5330          | 11               | 65.8801 | 12    |
| 13    | Куба        | Анді Авіла Кареліс Вальдес              | 62.6229          | 13               |         |       |